# 和三盆

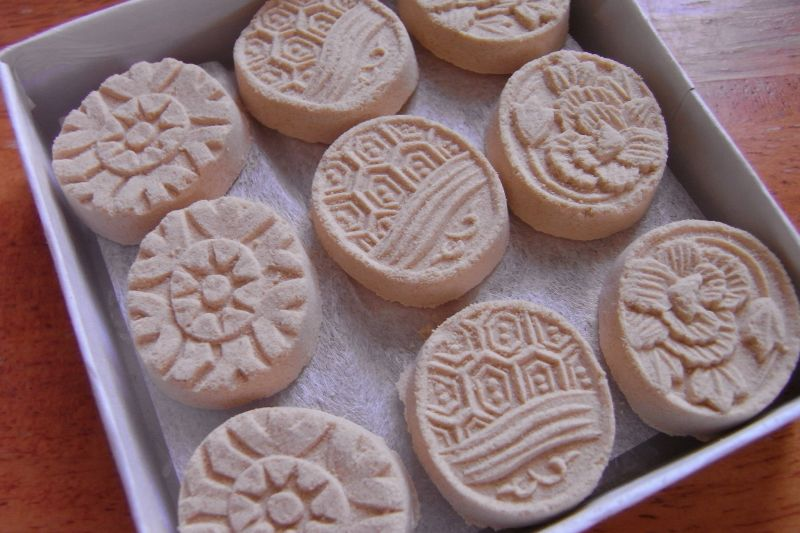
用和三盆製成的乾菓子

和三盆（日语：／ Wasanbon）是一種原產自日本香川縣和德島縣等四國地方東部的糖。和三盆是一種黑砂糖，色澤淡黄而顆粒勻細。“三盆”之名來自其製作工藝“在盤上研磨砂糖三次”（盆の上で砂糖を三度「研ぐ」）。
德島縣生產的和三盆叫做“阿波和三盆糖”，而香川縣則叫做“讃岐和三盆糖”。也被當做一種貴重的特產來出售。

## 外部連結
- 羽根さぬき本舗-三谷製糖-（页面存档备份，存于）
- 株式会社服部製糖所、（页面存档备份，存于）
- 和三盆糖のばいこう堂（页面存档备份，存于）
- 細茎種サトウキビと和三盆
- お砂糖豆知識2007年3月号（页面存档备份，存于）